# Friedrich Drews
Friedrich Drews (1898 - 1958) var en dansk-tysk lærer og politiker.
Drews var handelslærer. Efter anden verdenskrig hjalp han med at genopbygge byens fagforeninger og blev snart en førende skikkelse i byens arbejderbevægelse. Som mange andre i årene efter 1945 var han også en fortaler for byens genforening med Danmark. Fra februar 1946 til april 1950 virkede han som overbydirektør. I årene fra 1950 til 1955 var han overborgermester i Flensborg. Han blev støttet af det danske Socialdemokratiske Parti Flensborg (SPF).
Han var godtempler og frimurer.